# Ligne 110 (Infrabel)
Pour les articles homonymes, voir Ligne 110.
La ligne 110 était une ligne de chemin de fer belge qui reliait Piéton à Bienne-lez-Happart, dans la province de Hainaut. Cette ligne mesurait 12,3 km de long. Elle n'existe plus à l'heure actuelle.

## Histoire
Le 20 mars 1876, la ligne de chemin de fer 110 était inaugurée entre Piéton et Buvrinnes. Cette ligne a été allongée jusqu'à Bienne-lez-Happart le 1er décembre 1877. La liaison avec la ligne 109 à hauteur de Buvrinnes a été ouverte le 15 décembre 1880.
Le transport de voyageurs sur cette ligne a cessé le 24 mai 1959. De 1960 à 1989, le transport de marchandises a été réduit au tronçon Piéton-Anderlues (sous le nom de « ligne 281 »). La ligne a été déferrée en 1962, entre Anderlues et Bienne-lez-Happart, et en 1989, entre Piéton et Anderlues.

## Traduction
- (nl) Cet article est partiellement ou en totalité issu de l’article de Wikipédia en néerlandais intitulé « Spoorlijn 110 » (voir la liste des auteurs).